# Forte Begato
Forte Begato è un'opera fortificata compresa nelle "Mura Nuove" a difesa della città di Genova, costruita su un vasto pianoro lungo il ramo della cinta difensiva che dal forte Sperone scendeva lungo il crinale della val Polcevera.
Prende il nome dal sottostante abitato di Begato, frazione del quartiere genovese di Rivarolo, sul versante esterno delle mura.

## Descrizione

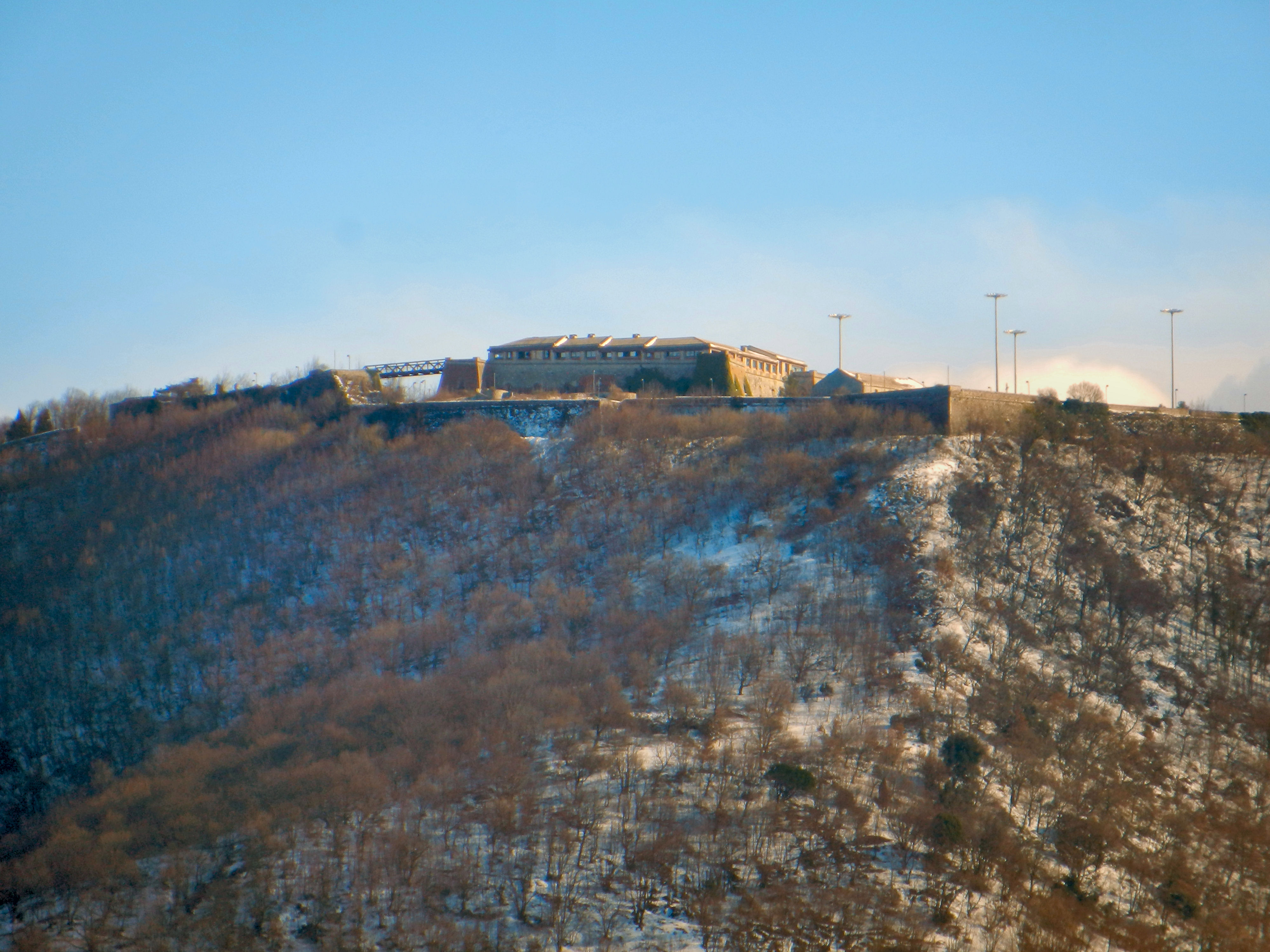
Il forte visto dalla val Polcevera

Il forte Begato è costituito da una grande caserma quadrangolare, strutturata in parte su due piani e in parte su tre, con quattro bastioni agli angoli ed un cortile centrale. La terrazza superiore era originariamente protetta da una copertura a falde con tegole di ardesia, ripristinata durante i recenti restauri, anche se diversa da quella originaria.
La struttura ospitava una guarnigione di 340 soldati, che potevano arrivare ad oltre 800 in caso di necessità. La dotazione d'artiglieria comprendeva 14 cannoni di varie dimensioni, cinque obici e numerosi pezzi di dimensioni minori.

## Storia
Il pianoro sul quale sorge il forte fu compreso all'interno della cinta muraria seicentesca. Nel 1818 il governo sabaudo su questo sito fece costruire la caserma, i cui lavori di costruzione si protrassero fino al 1830. Tra il 1832 e il 1836 fu completato il recinto bastionato che si affaccia sull'attuale strada, isolando il complesso dalla città.
Durante i moti del 1849 il forte fu occupato dai rivoltosi, che da lì potevano controllare la val Polcevera, attraversata dalla strada di accesso a Genova dei soldati regi. Dal forte i rivoltosi bombardarono i soldati regi che avevano rioccupato la collina di San Benigno e il forte Tenaglia.
Nei giorni successivi, vedendo gli eventi volgere in favore dell'esercito regio, i rivoltosi abbandonarono il forte, che le autorità militari, prendendolo in consegna dopo la resa del 10 aprile, trovarono vuoto.

### Storia recente
Durante la prima guerra mondiale nel forte furono imprigionati i prigionieri di guerra austriaci impiegati nelle opere di rimboschimento del monte Peralto.
Durante la seconda guerra mondiale vi furono approntate delle postazioni contraeree. Nel 1941 un bombardamento aereo inglese distrusse completamente uno dei quattro bastioni. Dopo l'8 settembre 1943 il forte fu occupato dalle truppe tedesche, che lo tennero fino alla fine del conflitto.
Nel dopoguerra, prima di essere militarmente dismesso, fu ancora utilizzato dall'Esercito Italiano come deposito fino a tutti gli anni 2000.
Nell'ambito dell'accordo di valorizzazione del sistema difensivo seicentesco e delle fortificazioni genovesi siglato nel 2010 fra Comune di Genova, MiBAC e Agenzia del demanio, l'8 ottobre 2015 il forte è passato di proprietà dal pubblico demanio al Comune di Genova. La struttura è stata restaurata, in quanto il forte avrebbe dovuto inizialmente essere la sede per associazioni di ex-combattenti e adibito a museo, ma successivi problemi burocratici e decisionali hanno rallentato la messa in opera del progetto iniziale. Il forte, attualmente non visitabile, rientra nel progetto che prevede l'installazione di una funivia che colleghi la stazione marittima di Genova al sistema di fortificazioni genovesi; a forte Begato è prevista la stazione di arrivo.

## Come arrivare
Il forte è raggiungibile dal Righi percorrendo via del Peralto e si affaccia sulla panoramica strada principale, poco dopo aver superato la strada sterrata che porta al forte Sperone.
A piedi, per gli amanti del trekking, può essere raggiunto percorrendo il sentiero delle antiche Mura che dalla collina del Belvedere porta fino al forte Sperone passando per il forte Crocetta. L'inizio del percorso è in salita al Forte della Crocetta, nei pressi della località Belvedere, raggiungibile in automobile da via Cantore, a Sampierdarena.